# Cmentarz ewangelicko-augsburski w Świątkowicach
Cmentarz ewangelicko-augsburski w Świątkowicach – cmentarz protestancki z przełomu XIX i XX wieku, położony w Świątkowicach (gmina Baruchowo) na Kujawach. Na cmentarzu zachowało się pięć nagrobków kamiennych, ceglana brama i dwa krzyże. W 2009 roku Fundacja Ari Ari przeprowadziła na cmentarzu prace porządkowo-konserwatorskie.